# Aranuka
Aranuka (precedentemente conosciuta come Henderville, Nonouki o Starbuck) è un atollo di Kiribati, che si trova appena a nord dell'equatore nelle Isole Gilbert.
Ha una superficie di 15,5 km² e una popolazione di 852 abitanti.

## Storia
Tra il 1860 e la fine del 1880 Aranuka fu conquistata da Tenkoruti, re di Abemama. Venne guidata poi da Tembinok', nipote di Tenkoruti.

## Geografia
L'atollo ha una forma triangolare, formato prevalentemente da due grandi isole. La più grande è Buariki che crea la base del triangolo, e la più piccola è Takaeang che costituisce la parte superiore. Queste isole sono collegate da lunghe secche sul lato nord e da una cresta sottomarina di scogliere sul lato meridionale. È presente una vasta laguna centrale.

## Trasporti
L'atollo è collegato per via aerea alle altre isole dello stato insulare grazie alla presenza dell'Aeroporto di Aranuka, piccolo scalo aeroportuale servito dalla compagnia aerea Air Kiribati con voli di linea bisettimanali dal vicino aeroporto di Kuria, nell'omonimo atollo.